# Альдіміни
Альдімі́ни (рос. альдимины , англ. aldimines) — іміни, похідні альдегідів загального складу RCH=NR. 
Важливою підмножиною альдімінів є основи Шиффа, в яких заступником атома азоту (R ') є алкільна або арильна група (тобто не атом водню).
Легко гідролізуються при каталізі кислотами або основами, регенеруючись до альдегідів.
Альдиміни подібні до кетимінів, які є аналогами кетонів.